# نهودیو
نهودیو (به چکی: Nehodiv) یک منطقهٔ مسکونی در جمهوری چک است که در ناحیه کلاتووی واقع شده‌است. نهودیو ۳٫۹۴ کیلومتر مربع مساحت و ۷۲ نفر جمعیت دارد و ۶۰۷ متر بالاتر از سطح دریا واقع شده‌است.